# Моисей (Микеланджело)
«Моисей» (итал. Il Mosè) — мраморная скульптура ветхозаветного пророка высотой 235 см, созданная в период 1513—1516 годов, которая должна была занять одно из центральных мест в предполагавшейся гробнице папы Юлия II в Соборе Святого Петра в Ватикане.

## История
В марте 1505 года, через два года после избрания папой, Юлий II пригласил скульптора и архитектора Микеланджело Буонарроти в Рим и поручил ему составить проект своей гробницы. Согласно первому проекту, прямоугольный в плане мавзолей 10,8 × 7,2 м должен был находиться в хоре главного нефа собора. Надгробие имело бы три яруса, сужающихся кверху в виде пирамиды, а снаружи со всех сторон гробницу окружали бы около сорока статуй. Второй ярус композиции по этому проекту воплощал идею торжества учения — Ветхого и Нового Завета. На переднем и заднем фасадах второго яруса Микеланджело предполагал установить фигуры пророка Моисея и Святого апостола Павла, а также две аллегорические статуи: «Жизнь деятельная» (направленная на процветание и прославление церкви) и «Жизнь созерцательная» (устремлённая к постижению Божественной истины и к духовному самосовершенствованию). Эти аллегории олицетворяли ветхозаветные персонажи Лия и Рахиль. В последующих, упрощённых вариантах проекта эти статуи Микеланджело перенёс на первый ярус гробницы.
В 1513—1516 годах Микеланджело работал над скульптурами двух «пленников», или «рабов», — «Восставший раб» и «Умирающий раб», и сидящей фигурой Моисея. Грандиозный проект гробницы осуществить не удалось. Юлий II похоронен в Соборе Святого Петра, а часть скульптур несостоявшейся гробницы в 1545 году разместили в условно смонтированном макете в правом трансепте римской церкви Сан-Пьетро-ин-Винколи («Святого Петра в веригах») на Эсквилине, которой покровительствовала семья Делла Ровере (из этой семьи происходил папа Юлий).

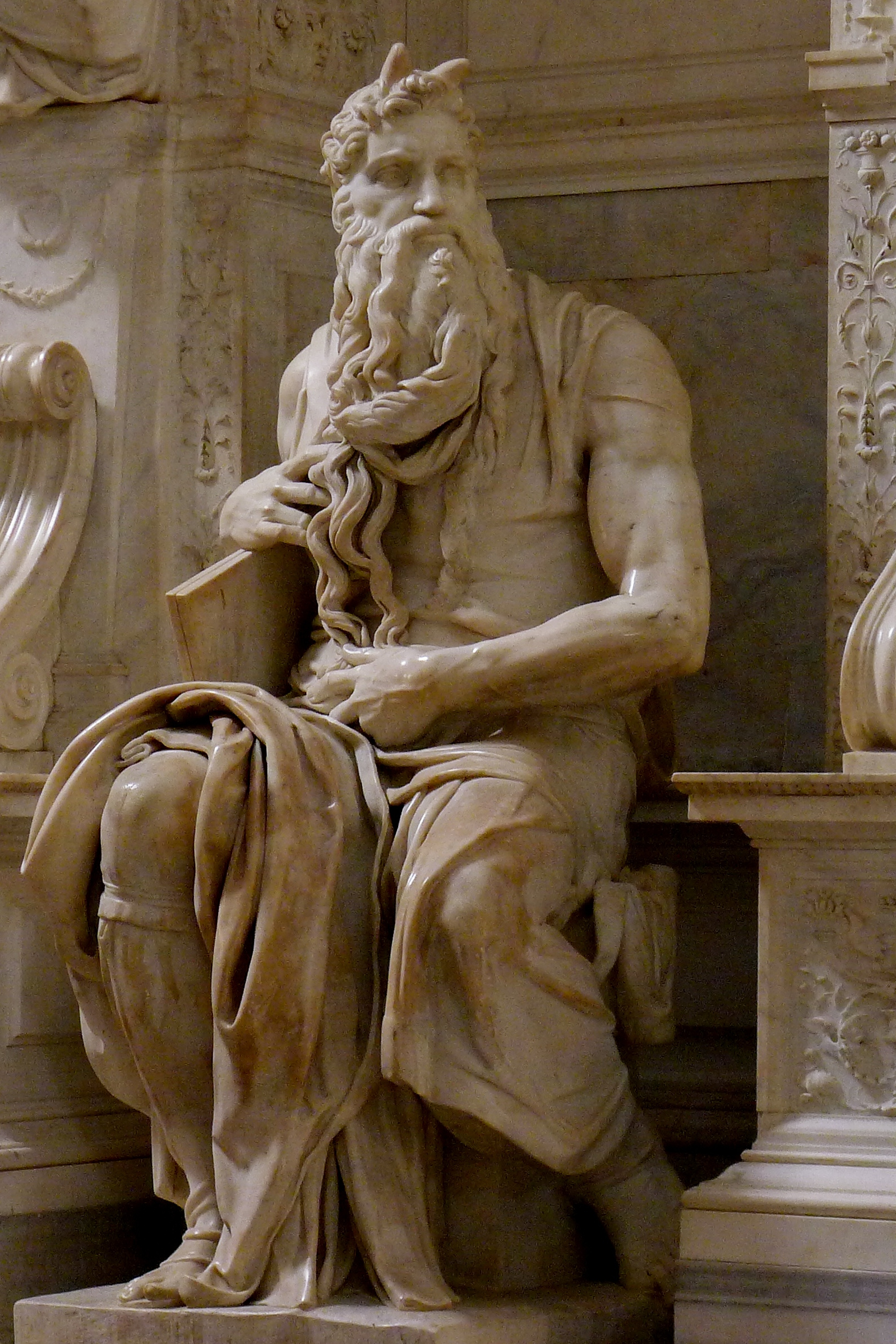

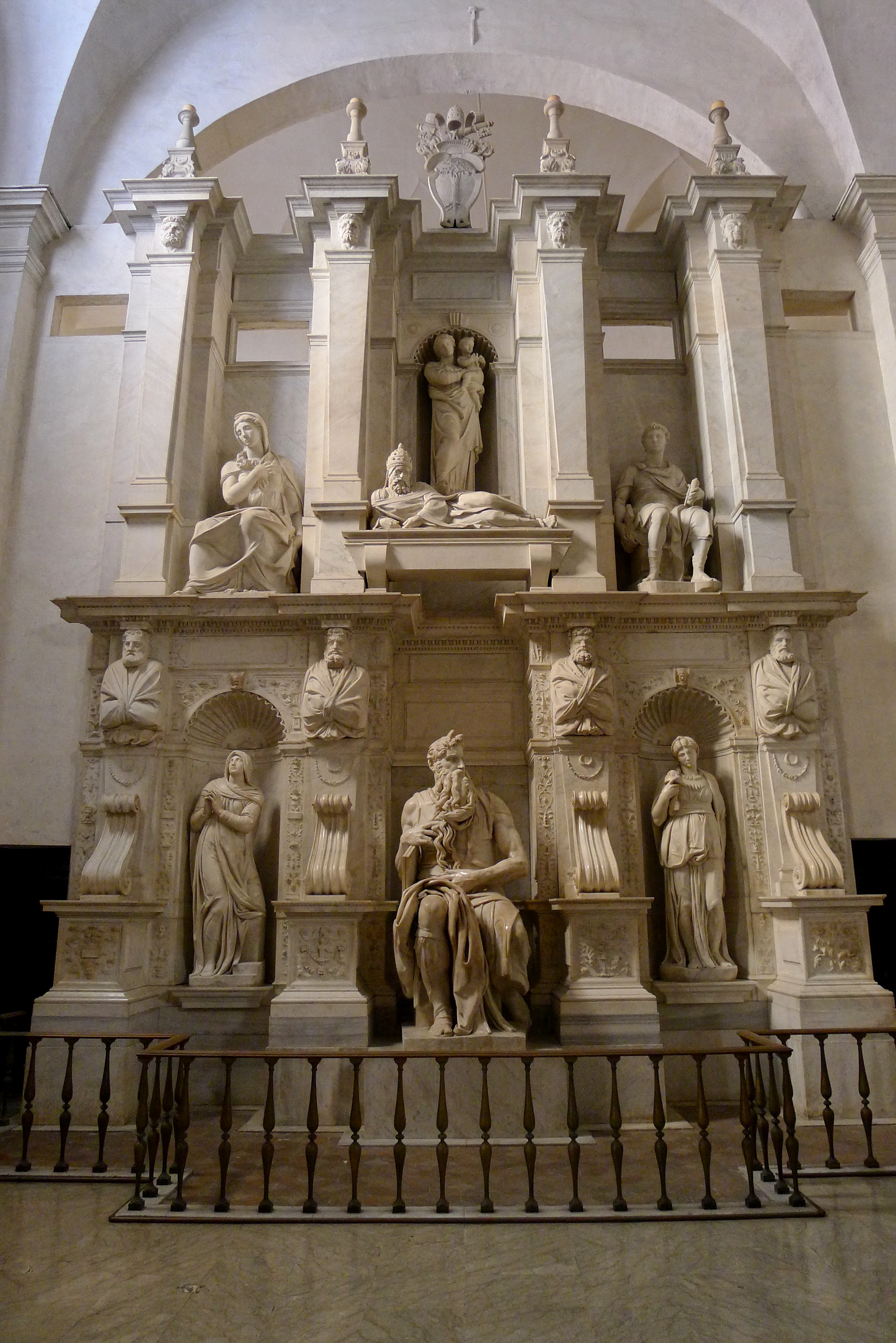

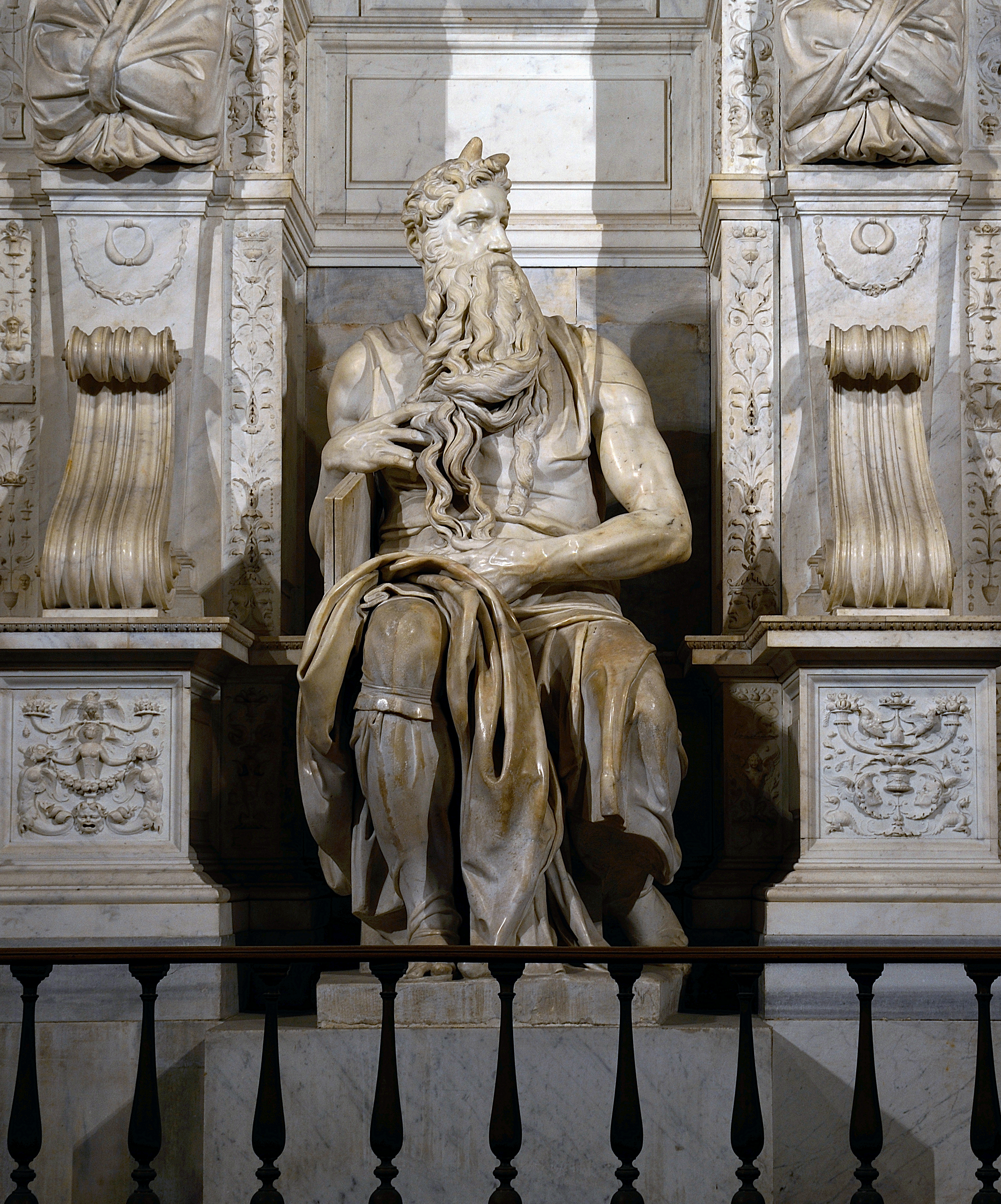

## Художественные особенности скульптуры
Стендаль в «Истории живописи в Италии» (1817) впервые назвал «Моисея» «подлинным идеальным портретом папы Юлия II», с ним согласились Ф. Грегоровиус, Г. Ф. Гримм, Г. Тоде А. Вентури. М. Я. Либман продолжил этот тезис, подчёркивая, что образ Моисея является «центральным для всего проекта» и также назвал его «в определённом смысле портретом, физическим и духовным, Юлия II». Фигура Моисея впечатляет необычайной мощью художественного образа, несмотря на то, что, предназначенная для второго яруса предполагаемой гробницы, и, соответственно, восприятия снизу вверх, в ракурсе, ныне, в церкви Сан-Пьетро-ин-Винколи, она установлена крайне неудачно, внизу, на уровне глаз зрителя.
Согласно иконописным подлинникам Моисея изображают следующим образом:

Великий старец 120 лет, еврейского типа, благонравный, кроткий. Плешив, со средней величины бородой прядями, очень красив собою, телом мужествен и силён. Носил нижний хитон синего цвета, с разрезом спереди и подпоясанный (ср.: Исх. 39:12 и далее); сверху — ефод, то есть длинное полотно с прорезом посредине для головы; на голове — покрывало, на ногах — сапоги. В руках у него — жезл и две скрижали с десятью заповедями
Считается, что Моисей изображён скульптором в момент гнева в результате отступничества еврейского народа (или, в ином варианте, в попытке справиться со своими чувствами). Поэтому Р. Виттковер, Ш. де Тольнай, Г. Тоде видели в этом образе влияние политических мотивов, возможно идей Дж. Савонаролы, или скрытый автопортрет художника. По концепции З. Фрейда характер скульптуры связан с образами «Жизни деятельной» и «Жизни созерцательной» (рядом расположенных статуй Лии и Рахили) или «олицетворения некоего космического существа: волосы — пламя, борода — вода, члены и одежда — скалы» (Ш. де Тольнай). Кроме того, пластику скульптуры связывали с античной традицией (складки одежд «римского типа»), сравнивали с «Бельведерским торсом» или с «древними речными божествами».
Историки искусства видят в статуе переосмысление замысла «Евангелиста Иоанна» Донателло (Музей произведений искусства Собора во Флоренции) и пластическое воплощение того подхода, который Микеланджело, по мнению Ш. де Тольная, развивал при изображении пророков на плафоне Сикстинской капеллы (1508—1512), а также фигур надгробий в Капелле Медичи во Флоренции (1519—1535).
Пророк изображён согласно иконографической традиции с небольшими «рогами» на голове — символом божественного сияния.
При всей сложности разворота сидящей фигуры с изогнутой формообразующей S-образной линией, превращающейся в спираль, возникает «проблема фронтальности», предполагающая одну главную точку зрения, как правило точно спереди. Шедевр Микеланджело, как и другие его произведения, создан согласно классическому «принципу рельефа», подробно описанному А. фон Гильдебрандом в знаменитой книге «Проблема формы в изобразительном искусстве». Б. Р. Виппер также писал о том, что большинство фотографов неправильно фотографируют скульптуру, выискивая необычные, «острые» ракурсы, «тяготеют к снимкам с угла — к чисто живописному приёму, который по большей части искажает контуры статуй и даёт неправильное представление об их движении». Между тем, главная точка зрения, задуманная скульптором, как правило, предполагает фронтальное восприятие (не исключающее возможность кругового обхода).
Микеланджело удалось совместить классический принцип фронтальности с внутренней экспрессией образа и возможностью восприятия фигуры в разных ракурсах. Главной темы скульптуры становится «движение в покое»: выражение подвижного, непрочного равновесия, высшего напряжения человеческой энергии, но без внешнего действия, когда тело остается на месте, но напряжено до предела. Г. Вёльфлин заметил, что в скульптуре Моисея «скованны движения», но «по воле самого человека это последний момент сдержанности перед взрывом… хотя пластический образ требовал, в противоположность живописному, компактности массы».
С последним, возможно, связано следующее необычное обстоятельство. Через двадцать пять лет после создания скульптуры Микеланджело вернулся к своему творению и «повернул голову» Моисея (согласно найденным письменным свидетельствам и следам шва, обнаруженных при реставрации) — «только он мог это сделать; считается, что из религиозных соображений Моисей не оборачивается, а, по предположению Зигмунда Фрейда, хватается за бороду, чтобы укротить свою страсть».
С этой скульптурой связан исторический анекдот, согласно которому Микеланджело, созерцая её в конце работы и сам поражённый реалистичностью, воскликнул: «Почему ты не говоришь?, ударив скульптуру по колену молотком, который он держал в руке».
Обращает на себя внимание (восхищение одних и неприятие других) тщательная полировка мрамора (к этому приёму Микеланджело прибегал не часто), выявляющая все нюансы объёма бликами и глубокими тенями. Возможно, этим приёмом Микеланджело также пытался усилить экспрессию образа. Обычно контрасты света и тени затрудняют пластическое восприятие, поскольку, по определению Виппера, «противоречат данным осязания». Вёльфлин также подчёркивал, что «в зрелом возрасте» Микеланджело «не одобрил бы множества складок и сильных углублений». Далее Вёльфлин писал, что в существующем положении скульптура поставлена «невыгодно». Рассматривающему её «захочется стать несколько влево: тогда мотив отодвинутой ноги и её движения тотчас выступят очень отчётливо. Только в полубоковом виде обрисовываются и все главные направления в их могучей ясности: угол руки и ноги, ниспадающий контур левой стороны и царящая над всем откинутая голова с её вертикалью. Другая сторона выполнена не так определённо; рука, перебирающая бороду, нравиться не может».
М. Дворжак, согласно своей концепции «борьбы духа и материи», отмечал невероятное напряжение между духовным и физическим началом, заключённое в произведении Микеланджело. По его мнению, художник изобразил момент, когда, спустившись с горы Синай, пророк увидел танец своих соплеменников перед «золотым тельцом»:

 Cловно бы оглушённый ударом, Моисей сел и опустил скрижали. Но это — только затишье перед бурей, о чём свидетельствуют нервная жестикуляция и прежде всего — устрашающее лицо… Это — дух, не знающий пределов, и всё же гнев пророка накалён до высшей степени, до уровня сверхчеловеческого акта воли: в следующее мгновение он резко поднимется, с силой обрушит скрижали, — и тогда прольются потоки крови. На воплощение этого ужаса и трепета перед надвигающимися событиями и направлен весь комплекс формальных средств, начиная от мощных членов тела, набухших вен, всего неистового типа духовного властителя-анахорета вплоть до теней, глубоко западающих в формы, и асимметрии, господствующей надо всем. Есть нечто божественное в фигуре, о которой Вазари сообщает, что обитатели гетто, «словно стаи журавлей», собирались к ней для поклонения. Но это божественное не имеет ничего общего ни с античным, ни с христианским представлением о божестве. То, что предстаёт здесь перед нами, отнюдь не является ни естественным, природным, ни трансцендентным, неземным идеалом: это — апофеоз божественного начала в человеке, апофеоз акта воли, которая не ведает никаких преград, управляет людьми и повергает в прах врагов"

## Детали скульптуры

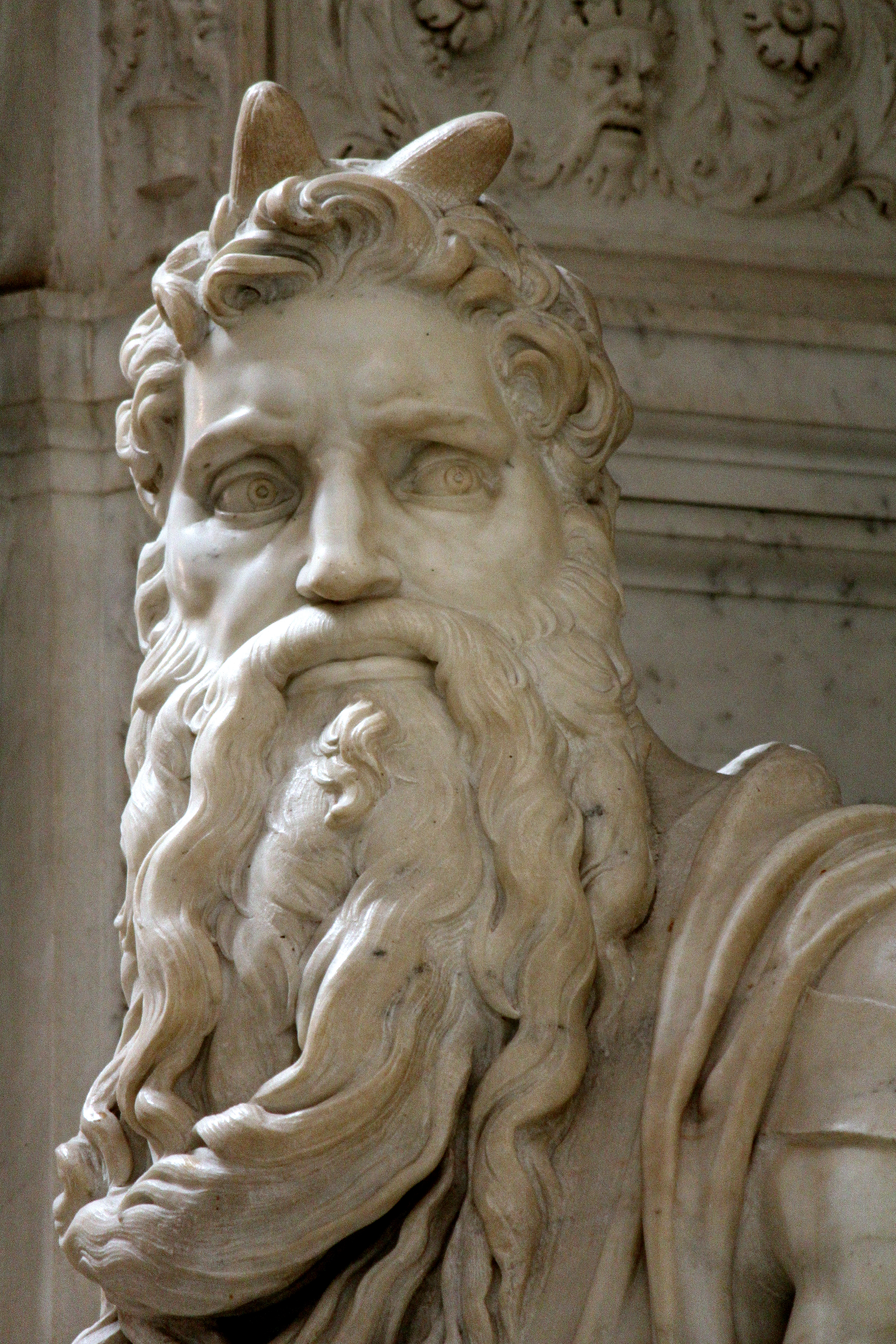
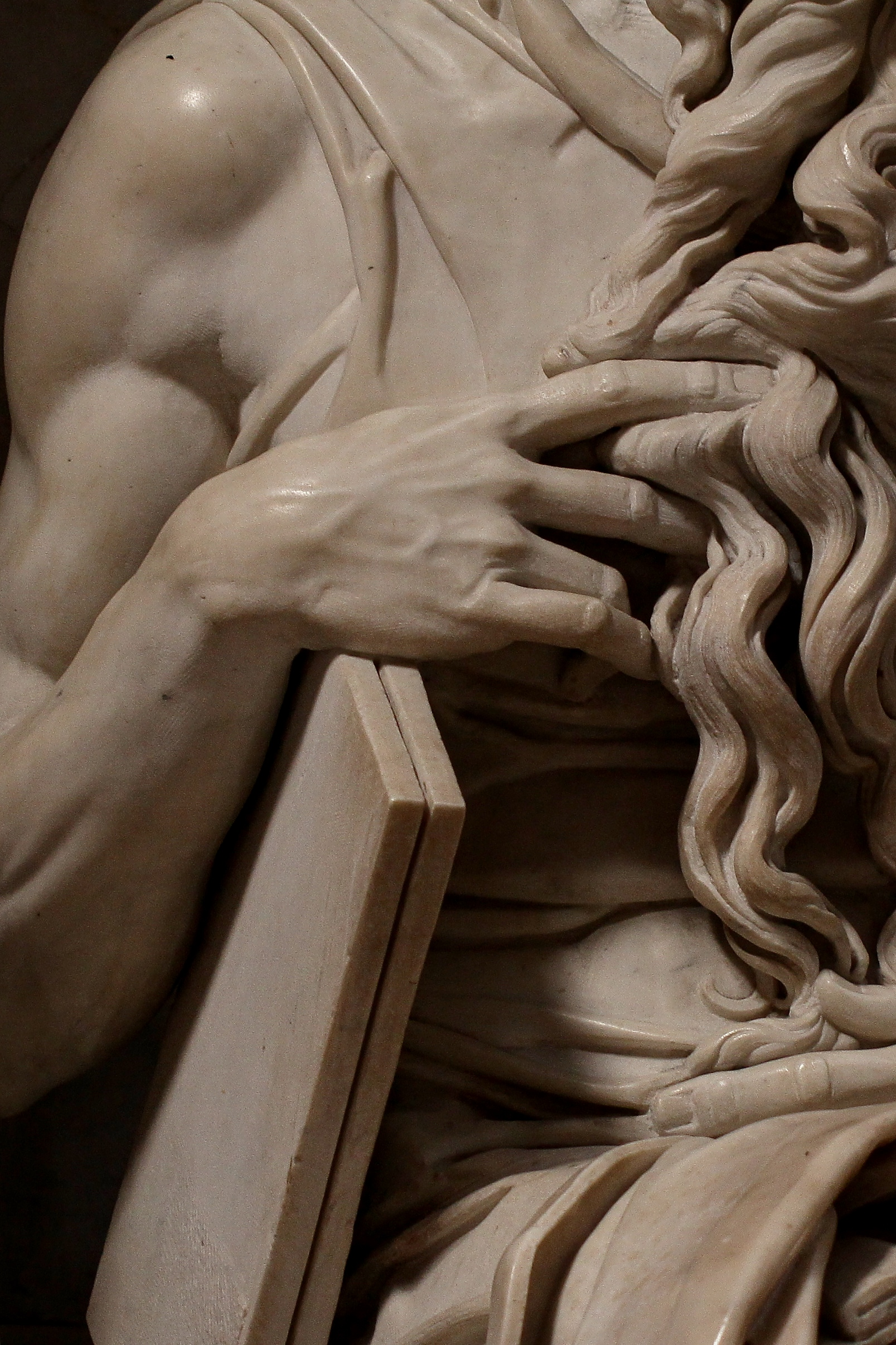
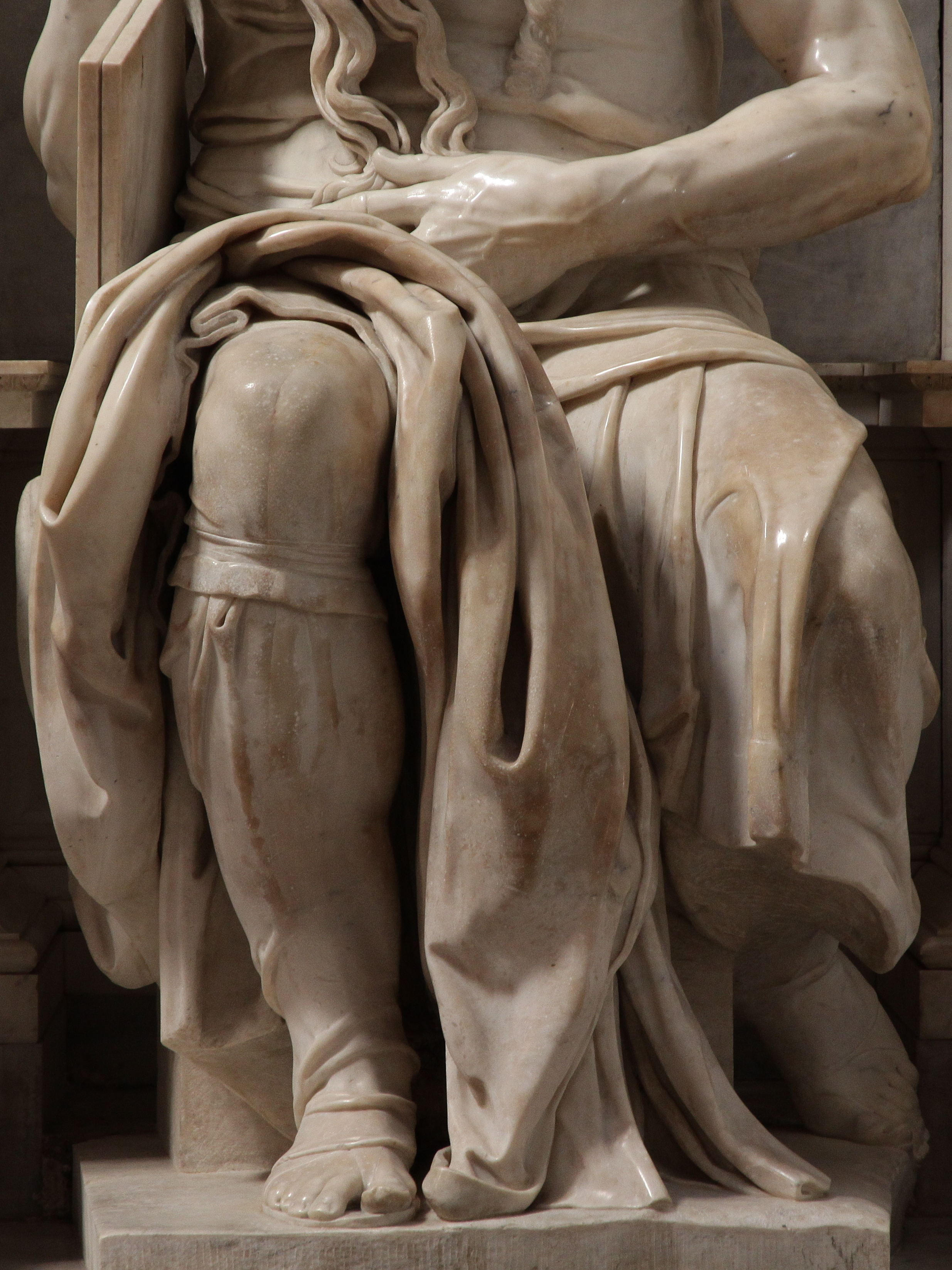
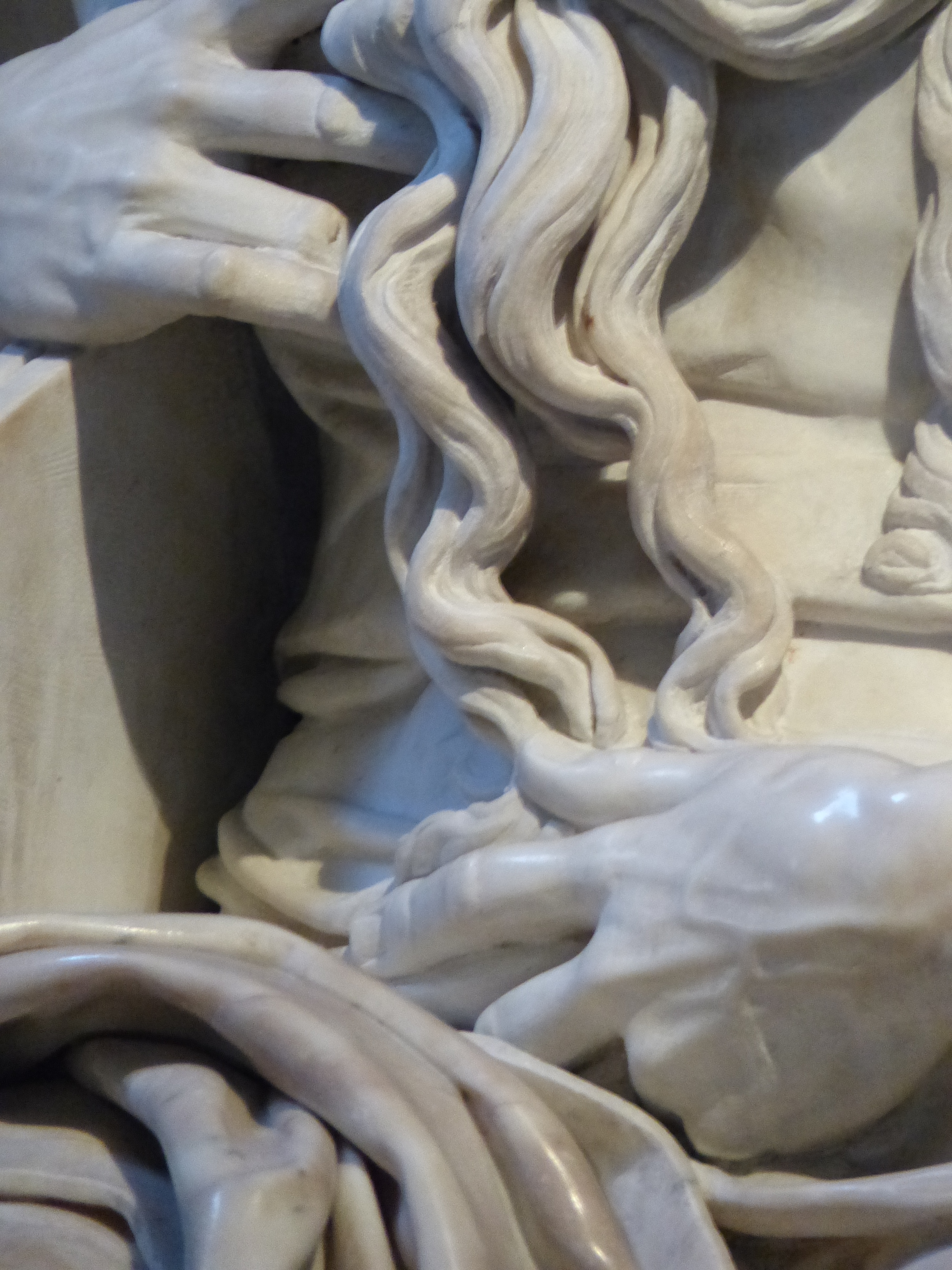
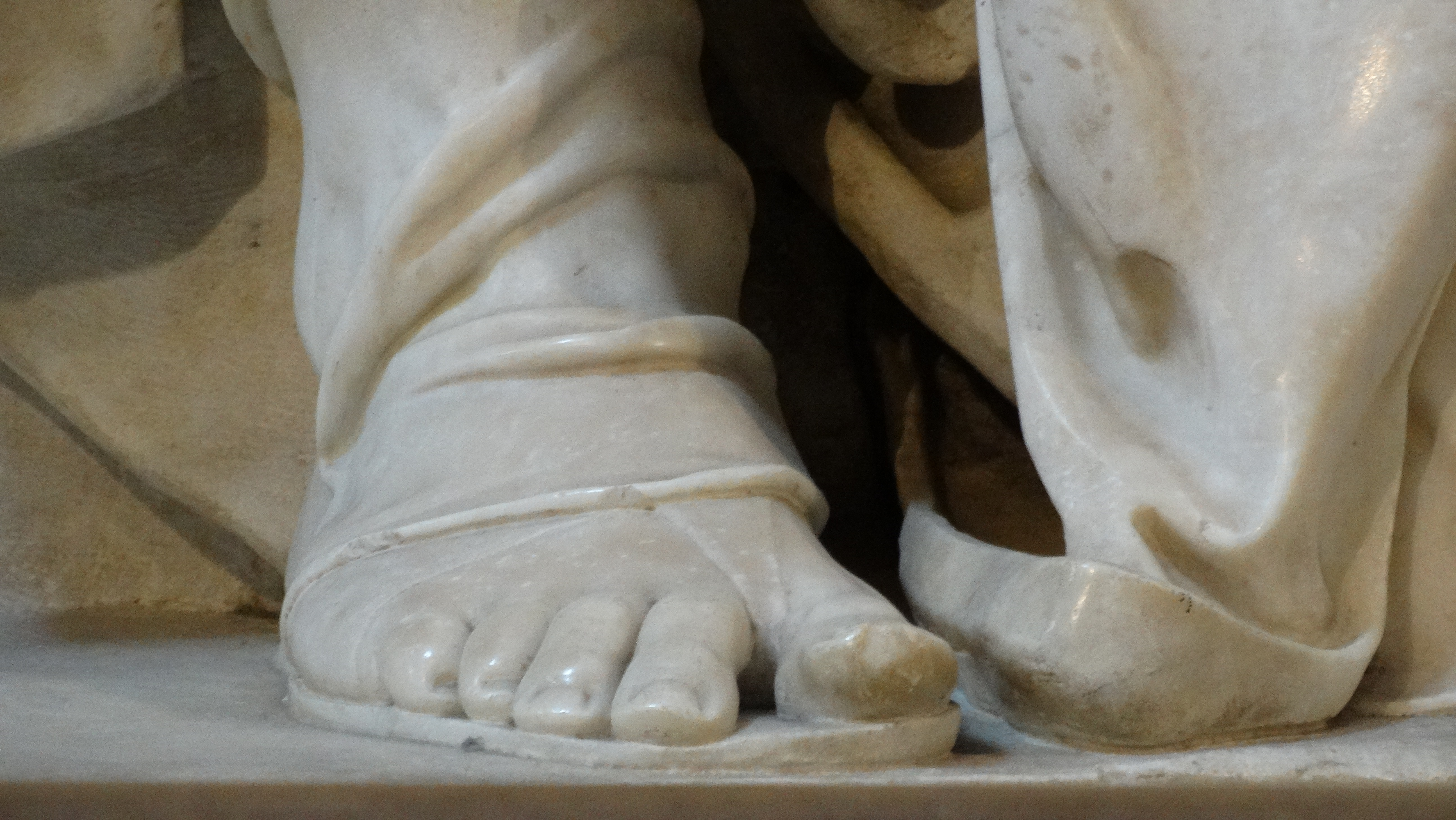

Произведение Микеланджело ввиду множественности пластических и образных аспектов трудно для восприятия; художественные достоинства скульптуры раскрываются не сразу, а постепенно, по мере вживания в образ. Знатоки и любители искусства приходят в церковь Сан-Пьетро-ин-Винколи много раз, в течение нескольких лет, и каждый раз испытывают новые ощущения.

## Реставрации
Частичные реставрации скульптуры производились неоднократно. В 2018 году закончилась длительная реставрация произведения Микеланджело. Обновлённая скульптура Моисея теперь предстаёт в постоянно меняющемся освещении. Согласно замыслу группы итальянских реставраторов под руководством Марио Нанни, скульптура раскрывает неожиданные аспекты пластики под лучами светодиодных ламп и с помощью программного обеспечения, имитируя различные фазы света и цвета рассвета, дня, заката и сумерек, которые окрашивают статую в разные тона.